# Kaizer Chiefs Football Club
Il Kaizer Chiefs Football Club è una società calcistica di Soweto, quartiere di Johannesburg, in Sudafrica. Milita nella Premier Division, la massima divisione del campionato sudafricano di calcio.
La squadra, i cui giocatori sono soprannominati Amakhosi ("signori" o "capi" in lingua zulu) disputa le partite interne al FNB Stadium di Johannesburg ed è una delle più titolate e sostenute del paese in termini di tifosi, con circa 16 milioni di sostenitori in tutta l'Africa subsahariana. In bacheca annovera 12 campionati di massima serie e una Coppa delle Coppe d'Africa, mentre in CAF Champions League il migliore risultato è la finale, raggiunta nel 2020-2021. È divisa dall'Orlando Pirates da un'aspra rivalità. Tra i calciatori più celebri che hanno vestito la maglia del Kaizer Chiefs si ricordano Neil Tovey, Lucas Radebe, Patrick Ntsoelengoe, Gary Bailey, John Moshoeu, Shaun Bartlett, Steve Komphela, Siphiwe Tshabalala, Siyabonga Nomvete e Doctor Khumalo.

## Storia
Il club venne fondato a Soweto il 7 gennaio 1970 da Kaizer Motaung, di ritorno dall'esperienza statunitense con la maglia dell'Atlanta Chiefs, club militante nella North American Soccer League (NASL). Egli chiamò la squadra Kaizer Chiefs unendo il proprio nome a quello del proprio club di appartenenza. La squadra trasse le proprie origini da una selezione creata da Motaung nota come Kaizer XI, che nel corso del 1969 compì una tournée in Sudafrica accogliendo i migliori talenti incontrati. Già nel 1971 la squadra vinse il suo primo trofeo, la Coppa del Sudafrica.
Nel 1975 la squadra fu partecipe ad un incontro storico per il calcio sudafricano. In quell'anno si affrontarono nella finale della Chevrolet Champions of Champions, uno dei pochi tornei multietnici del Sudafrica dell'epoca, l'Hellenic ed il Kaizer Chiefs. L'Hellenic era formata da solo giocatori bianchi, mentre gli Chiefs schieravano soli giocatori neri. La squadra di Città del Capo vinse la prima partita per 4-0, mentre gli Chiefs si imposero nella gara di ritorno 2-1, grazie ai gol di Motaung e Ngcobo e, questa fu la prima volta in Sudafrica che una squadra “nera” batteva una squadra “bianca”.
L'11 aprile 2001, all'Ellis Park Stadium, 43 tifosi rimasero uccisi durante il derby di Soweto contro gli arcirivali dell'Orlando Pirates.
Nel 2001-2002 la squadra visse l'annata più fruttuosa della propria storia, vincendo quattro trofei in quattro mesi. Nell'estate del 2001 vinse il Vodacom Challenge (battendo in finale a Durban l'Asante Kotoko), poi si aggiudicò il BT Top Eight, la Coppa di Lega sudafricana e la Coppa delle Coppe d'Africa. Malgrado la successiva sconfitta contro l'Al-Ahly nella gara che assegnava la Supercoppa africana, il club fu premiato dalla CAF come "club dell'anno 2002".
Dopo il ritiro dalla CAF Confederation Cup 2005, essendosi il club rifiutato di disputare la partita contro l'Ismaily, la squadra sudafricana fu bandita per tre anni dalla CAF da tutte le competizioni internazionali. Si trattò della seconda sospensione nei confronti della compagine di Soweto nel giro di poco tempo.
Nel 2020-2021 la squadra riuscì a raggiungere la finale della CAF Champions League, dove fu sconfitta dai campioni in carica dell'Al-Ahly per 3-0.

## Strutture

### Stadio
La squadra gioca le sue partite interne al FNB Stadium (94 796 posti). Per il campionato mondiale di calcio del 2010 la sua capienza è stata aumentata a 96 000 posti ed è stato ribattezzato Soccer City. È stato inoltre realizzato un nuovo impianto denominato stadio Amakhosi, la cui costruzione ha avuto termine nell'aprile 2010, con una capienza di 55 000 posti.

## Palmarès

### Competizioni nazionali
- Campionato sudafricano: 12

1974, 1977, 1979, 1981, 1984, 1989, 1991, 1992, 2004, 2005, 2012-2013, 2014-2015
- Coppa del Sudafrica: 14

1971, 1972, 1976, 1977, 1979, 1981, 1982, 1984, 1987, 1992, 2000, 2006, 2012-2013, 2024-2025
- Coppa di Lega sudafricana: 13

1983, 1984, 1986, 1988, 1989, 1997, 1998, 2001, 2003, 2004, 2007, 2009, 2010
- MTN 8: 15

1974, 1976, 1977, 1981, 1982, 1985, 1987, 1989, 1991, 1992, 1994, 2001, 2006, 2008, 2014

### Competizioni internazionali
- Coppa delle Coppe d'Africa: 1

2001

### Competizioni giovanili
- Reserve League: 1

2024-2025

### Altri piazzamenti
- Campionato sudafricano:

Secondo posto: 1986-1987, 1989-1990, 1996-1997, 1997-1998, 1998-1999, 2000-2001, 2013-2014, 2019-2020
Terzo posto: 1999-2000, 2005-2006, 2008-2009, 2009-2010, 2010-2011, 2017-2018
- Coppa del Sudafrica:

Finalista: 1975, 1978, 1988, 1993, 1999, 2018-2019
Semifinalista: 2017-2018
- Coppa di Lega sudafricana:

Finalista: 1985, 1992, 2002, 2015
Semifinalista: 2017, 2018, 2019
- CAF Champions League:

Finalista: 2020-2021
- Supercoppa CAF:

Finalista: 2002

## Organico

### Rosa 2020-2021
Aggiornata al 24 ottobre 2020.
| N. |                      | Ruolo | Calciatore           |
| -- | -------------------- | ----- | -------------------- |
| 1  | Sudafrica (bandiera) | P     | Brylon Petersen      |
| 2  | Sudafrica (bandiera) | D     | Ramahlwe Mphahlele   |
| 3  | Sudafrica (bandiera) | D     | Eric Mathoho         |
| 4  | Sudafrica (bandiera) | D     | Daniel Cardoso       |
| 5  | Kenya (bandiera)     | C     | Anthony Akumu        |
| 6  | Australia (bandiera) | C     | Kearyn Baccus        |
| 7  | Zambia (bandiera)    | A     | Lazarous Kambole     |
| 8  | Colombia (bandiera)  | A     | Leonardo Castro      |
| 9  | Serbia (bandiera)    | A     | Samir Nurković       |
| 10 | Sudafrica (bandiera) | C     | Siphelele Ntshangase |
| 11 | Zimbabwe (bandiera)  | A     | Khama Billiat        |
| 18 | Sudafrica (bandiera) | D     | Kgotso Moleko        |
| 19 | Sudafrica (bandiera) | C     | Happy Mashiane       |
| 20 | Sudafrica (bandiera) | D     | Yagan Sasman         |
| 21 | Sudafrica (bandiera) | C     | Lebogang Manyama     |

| N. |                      | Ruolo | Calciatore                 |
| -- | -------------------- | ----- | -------------------------- |
| 22 | Sudafrica (bandiera) | D     | Philani Zulu               |
| 25 | Sudafrica (bandiera) | A     | Bernard Parker             |
| 28 | Sudafrica (bandiera) | A     | Dumisani Zuma              |
| 30 | Sudafrica (bandiera) | D     | Siyabonga Ngezana          |
| 31 | Zimbabwe (bandiera)  | C     | Willard Katsande           |
| 32 | Sudafrica (bandiera) | P     | Itumeleng Khune (capitano) |
| 34 | Sudafrica (bandiera) | P     | Karabo Molefe              |
| 36 | Sudafrica (bandiera) | D     | Siphosakhe Ntiya-Ntiya     |
| 37 | Sudafrica (bandiera) | C     | Nkosingiphile Ngcobo       |
| 39 | Sudafrica (bandiera) | D     | Reeve Frosler              |
| 40 | Nigeria (bandiera)   | P     | Daniel Akpeyi              |
| 44 | Sudafrica (bandiera) | P     | Bruce Bvuma                |
| 45 | Sudafrica (bandiera) | D     | Njabulo Blom               |
| 46 | Sudafrica (bandiera) | C     | Keletso Sifama             |
| 47 | Sudafrica (bandiera) | C     | Lebohang Lesako            |

### Rosa 2019-2020
Aggiornata al 2 settembre 2019.
| N. |                      | Ruolo | Calciatore           |
| -- | -------------------- | ----- | -------------------- |
| 1  | Sudafrica (bandiera) | P     | Brylon Petersen      |
| 2  | Sudafrica (bandiera) | D     | Ramahlwe Mphahlele   |
| 3  | Sudafrica (bandiera) | D     | Erick Mathoho        |
| 4  | Sudafrica (bandiera) | D     | Daniel Cardoso       |
| 6  | Australia (bandiera) | C     | Kearyn Baccus        |
| 7  | Zambia (bandiera)    | A     | Lazarous Kambole     |
| 8  | Colombia (bandiera)  | A     | Leonardo Castro      |
| 9  | Serbia (bandiera)    | A     | Samir Nurković       |
| 10 | Sudafrica (bandiera) | C     | Siphelele Ntshangase |
| 11 | Zimbabwe (bandiera)  | A     | Khama Billiat        |
| 12 | Sudafrica (bandiera) | C     | George Maluleka      |
| 17 | Sudafrica (bandiera) | C     | Kabelo Mahlasela     |
| 18 | Sudafrica (bandiera) | D     | Kgotso Moleko        |
| 19 | Sudafrica (bandiera) | C     | Happy Mashiane       |
| 20 | Sudafrica (bandiera) | D     | Yagan Sasman         |
| 21 | Sudafrica (bandiera) | C     | Lebogang Manyama     |
| 22 | Sudafrica (bandiera) | D     | Philani Zulu         |

| N. |                      | Ruolo | Calciatore                 |
| -- | -------------------- | ----- | -------------------------- |
| 23 | Sudafrica (bandiera) | C     | Joseph Malongoane          |
| 24 | Sudafrica (bandiera) | D     | Letlhogonolo Mirwa         |
| 25 | Sudafrica (bandiera) | A     | Bernard Parker             |
| 26 | Sudafrica (bandiera) | D     | Lorenzo Gordinho           |
| 28 | Sudafrica (bandiera) | A     | Dumisani Zuma              |
| 30 | Sudafrica (bandiera) | D     | Siyabonga Ngezana          |
| 31 | Zimbabwe (bandiera)  | C     | Willard Katsande           |
| 32 | Sudafrica (bandiera) | P     | Itumeleng Khune (capitano) |
| 34 | Sudafrica (bandiera) | P     | Karabo Molefe              |
| 36 | Sudafrica (bandiera) | D     | Siphosakhe Ntiya-Ntiya     |
| 37 | Sudafrica (bandiera) | C     | Nkosingiphile Ngcobo       |
| 39 | Sudafrica (bandiera) | D     | Reeve Frosler              |
| 40 | Nigeria (bandiera)   | P     | Daniel Akpeyi              |
| 44 | Sudafrica (bandiera) | P     | Bruce Bvuma                |
| 45 | Sudafrica (bandiera) | D     | Njabulo Blom               |
| —  | Sudafrica (bandiera) | A     | Emmanuel Letlotlo          |
| —  | Sudafrica (bandiera) | A     | Yusuf Bunting              |

## Allenatori
- Thomas Johnson (1971)
- Thomas Johnson e  Kaizer Motaung (1972)
- Kaizer Motaung (1973-1974)
- Eliakim Khumalo (1974)
- Eddie Lewis (1974-1976)
- Eliakim Khumalo (1976)
- Thomas Johnson (1976)
- Eliakim Khumalo (1976)
- Eddie Lewis (1976)
- Kaizer Motaung (1977-1978)
- Mario Tuani (1979-1980)
- Eddie Lewis (1980)
- Chris Ngcobo (1981)
- Eliakim Khumalo (1981)
- Joseph Setlhodi (1982)
- Eddie Lewis (1983)
- Eliakim Khumalo e  Jackie Masike (1983)
- Orlando Casares (1983)
- Joe Frickleton (1984-1985)
- Shaka Ngcobo (1985)
- Eddie Lewis (1985)
- Ted Dumitru (1985-1988)
- Jack Chamangwana (1988)
- Jeff Butler (1988-1989)
- Jack Chamangwana (1989)
- Augusto Palacios (1990)
- Jeff Butler (1991)
- Nelson "Teenage" Dladla (1991)
- Wiseman Mbale (1992)
- Jeff Butler (1992)
- Sergio dos Santos (1993)
- N. "Teenage" Dladla e  Ryder Mofokeng (1993)
- Geoff Hudson (1993)
- Philippe Troussier (1994)
- Trott Moloto (1994)
- Augusto Palacios (1995)
- Jeff Butler (1995-1996)
- Walter da Silva (1996)
- Wellington Manyathi (1997)
- Paul Dolezar (1º luglio 1997 - 30 giugno 1999)
- Jacob Sephoa (1999)
- Muhsin Ertuğral (14 luglio 1999 - 2002)
- Doctor "16V" Khumalo e  Ace Khuse (2002-2003)
- Ted Dumitru (12 giugno 2003 - 30 giugno 2005)
- Ernst Middendorp (1º luglio 2005 - 5 marzo 2007)
- Kosta Papić (7 marzo 2007 - 4 giugno 2007)
- Muhsin Ertugral (1º luglio 2007 - 8 maggio 2009)
- Vladimir Vermezović (18 maggio 2009 - 12 aprile 2012)[7]
- Ace Khuse (interim) (12 aprile 2012 - 30 giugno 2012)
- Stuart Baxter (1º luglio 2012 - giugno 2015)
- Steve Komphela (17 giugno 2015 - 21 aprile 2018)
- Giovanni Solinas (12 luglio 2018 - 7 dicembre 2018)
- Ernst Middendorp (7 dicembre 2018 - 9 settembre 2020)
- Gavin Hunt (17 settembre 2020 - 28 maggio 2021)
- Stuart Baxter (7 giugno 2021 - in carica)

## Nella cultura di massa
Dalla squadra prende il nome la band britannica indie rock dei Kaiser Chiefs, dato che Lucas Radebe, ex calciatore del Kaizer, militò nel Leeds Utd, squadra del cuore dei membri della band, di cui Radebe vestì anche la fascia di capitano.